# Evelyn FitzMaurice
Evelyn Emily Mary Cavendish, duchessa di Devonshire, nata FitzMaurice (27 agosto 1870 – 2 aprile 1960), è stata una nobildonna inglese.

## Biografia

### Infanzia
Era la figlia di Henry Petty-Fitzmaurice, V marchese di Lansdowne, e di sua moglie, Lady Maud Hamilton.

### Matrimonio
Sposò, il 30 luglio 1892, Victor Cavendish, IX duca di Devonshire, che succedette allo zio nel 1908, dopo di che Evelyn divenne Duchessa di Devonshire. Ebbero sette figli e ventuno nipoti.

### Ultimi anni e morte
Ha ricoperto la carica di giudice di pace per il Derbyshire. Ricoprì la carica di Mistress of the Robes della regina Mary (1910-1916 e 1921-1953).
La duchessa Evelyn morì il 2 aprile 1960.

## Discendenza
Dal matrimonio tra Evelyn e Victor Cavendish, IX duca di Devonshire nacquero:
- Edward Cavendish, X duca di Devonshire (6 maggio 1895 - 26 novembre 1950)
- Lady Maud Louisa Emma Cavendish (20 aprile 1896 - 30 marzo 1975)
- Lady Blanche Katherine Cavendish (2 febbraio 1898 - 1987)
- Lady Dorothy Evelyn Cavendish (28 luglio 1900 - 21 maggio 1966)
- Lady Rachel Cavendish (22 gennaio 1902 - 2 ottobre 1977)
- Lord Charles Arthur Francis Cavendish (29 agosto 1905 - 23 marzo 1944)
- Lady Anne Cavendish (20 agosto 1909 - 1981)

## Ascendenza

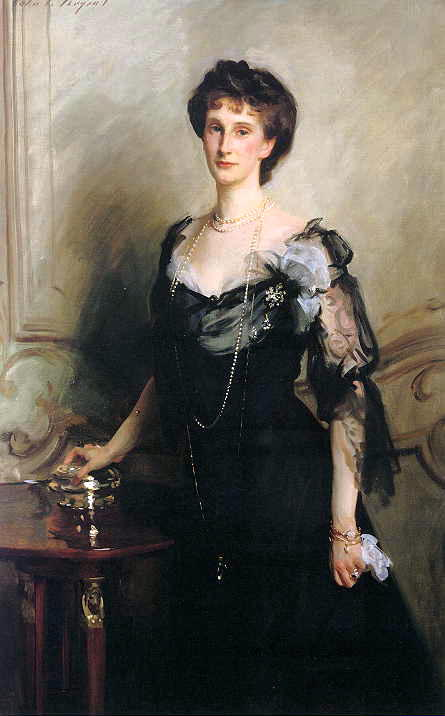
Ritratto di Lady Evelyn, duchessa di Devonshire di John Singer Sargent, 1902

|                                                      |                                       |                                           | Genitori                                        |  |  | Nonni |  |  | Bisnonni                                              |  |  | Trisnonni                                |  |
|                                                      |                                       |                                           |                                                 |  |  |       |  |  | 8. Henry Petty-Fitzmaurice, III marchese di Lansdowne |  |  | 16. William Petty, II conte di Shelburne |  |
|                                                      |                                       |                                           |                                                 |  |  |       |  |  | 8. Henry Petty-Fitzmaurice, III marchese di Lansdowne |  |  | 16. William Petty, II conte di Shelburne |  |
|                                                      |                                       | 17. Louisa FitzPatrick                    |                                                 |  |  |       |  |  | 8. Henry Petty-Fitzmaurice, III marchese di Lansdowne |  |  |                                          |  |
| 4. Henry Petty-FitzMaurice, IV marchese di Lansdowne |                                       |                                           |                                                 |  |  |       |  |  | 8. Henry Petty-Fitzmaurice, III marchese di Lansdowne |  |  |                                          |  |
|                                                      |                                       | 9. Louisa Fox-Strangways                  | 18. Henry Fox-Strangways, II conte di Ilchester |  |  |       |  |  |                                                       |  |  |                                          |  |
|                                                      |                                       | 9. Louisa Fox-Strangways                  | 18. Henry Fox-Strangways, II conte di Ilchester |  |  |       |  |  |                                                       |  |  |                                          |  |
|                                                      |                                       | 9. Louisa Fox-Strangways                  | 19. Maria Teresa O'Grady                        |  |  |       |  |  |                                                       |  |  |                                          |  |
| 2. Henry Petty-Fitzmaurice, V marchese di Lansdowne  |                                       | 9. Louisa Fox-Strangways                  |                                                 |  |  |       |  |  |                                                       |  |  |                                          |  |
|                                                      |                                       | 10. Charles Joseph, conte de Flahaut      | 20. Charles-Maurice de Talleyrand-Périgord      |  |  |       |  |  |                                                       |  |  |                                          |  |
|                                                      |                                       | 10. Charles Joseph, conte de Flahaut      | 20. Charles-Maurice de Talleyrand-Périgord      |  |  |       |  |  |                                                       |  |  |                                          |  |
|                                                      |                                       | 10. Charles Joseph, conte de Flahaut      | 21. Adelaide Filleul                            |  |  |       |  |  |                                                       |  |  |                                          |  |
| 5. Emily Petty-FitzMaurice, marchesa di Lansdowne    |                                       | 10. Charles Joseph, conte de Flahaut      |                                                 |  |  |       |  |  |                                                       |  |  |                                          |  |
|                                                      |                                       | 11. Margaret Mercer Elphinstone           | 22. George Elphinstone, I visconte Keith        |  |  |       |  |  |                                                       |  |  |                                          |  |
|                                                      |                                       | 11. Margaret Mercer Elphinstone           | 22. George Elphinstone, I visconte Keith        |  |  |       |  |  |                                                       |  |  |                                          |  |
|                                                      |                                       | 11. Margaret Mercer Elphinstone           | 23. Jane Mercer                                 |  |  |       |  |  |                                                       |  |  |                                          |  |
| 1. Evelyn FitzMaurice                                |                                       | 11. Margaret Mercer Elphinstone           |                                                 |  |  |       |  |  |                                                       |  |  |                                          |  |
|                                                      | 12. James Hamilton, visconte Hamilton | 24. John Hamilton, I marchese di Abercorn |                                                 |  |  |       |  |  |                                                       |  |  |                                          |  |
|                                                      | 12. James Hamilton, visconte Hamilton | 24. John Hamilton, I marchese di Abercorn |                                                 |  |  |       |  |  |                                                       |  |  |                                          |  |
|                                                      | 12. James Hamilton, visconte Hamilton | 25. Catherine Copley                      |                                                 |  |  |       |  |  |                                                       |  |  |                                          |  |
| 6. James Hamilton, I duca di Abercorn                | 12. James Hamilton, visconte Hamilton |                                           |                                                 |  |  |       |  |  |                                                       |  |  |                                          |  |
|                                                      |                                       | 13. Harriet Douglas                       | 26. John Douglas                                |  |  |       |  |  |                                                       |  |  |                                          |  |
|                                                      |                                       | 13. Harriet Douglas                       | 26. John Douglas                                |  |  |       |  |  |                                                       |  |  |                                          |  |
|                                                      |                                       | 13. Harriet Douglas                       | 27. Frances Lascelles                           |  |  |       |  |  |                                                       |  |  |                                          |  |
| 3. Maud Hamilton                                     |                                       | 13. Harriet Douglas                       |                                                 |  |  |       |  |  |                                                       |  |  |                                          |  |
|                                                      |                                       | 14. John Russell, VI duca di Bedford      | 28. Francis Russell, marchese di Tavistock      |  |  |       |  |  |                                                       |  |  |                                          |  |
|                                                      |                                       | 14. John Russell, VI duca di Bedford      | 28. Francis Russell, marchese di Tavistock      |  |  |       |  |  |                                                       |  |  |                                          |  |
|                                                      |                                       | 14. John Russell, VI duca di Bedford      | 29. Elizabeth Keppel                            |  |  |       |  |  |                                                       |  |  |                                          |  |
| 7. Louisa Jane Russell                               |                                       | 14. John Russell, VI duca di Bedford      |                                                 |  |  |       |  |  |                                                       |  |  |                                          |  |
|                                                      |                                       | 15. Georgiana Gordon                      | 30. Alexander Gordon, IV duca di Gordon         |  |  |       |  |  |                                                       |  |  |                                          |  |
|                                                      |                                       | 15. Georgiana Gordon                      | 30. Alexander Gordon, IV duca di Gordon         |  |  |       |  |  |                                                       |  |  |                                          |  |
|                                                      |                                       | 15. Georgiana Gordon                      | 31. Jane Maxwell                                |  |  |       |  |  |                                                       |  |  |                                          |  |
|                                                      |                                       | 15. Georgiana Gordon                      |                                                 |  |  |       |  |  |                                                       |  |  |                                          |  |